# Geofyzikální muzeum (Skalná)
Geofyzikální muzeum, plným názvem Geofyzikální muzeum - seismická expozice, se nachází ve městě Skalná (okres Cheb, Karlovarský kraj). Muzeum bylo založeno Geofyzikálním ústavem Akademie věd ČR ve spolupráci s městem Skalná a za přispění Tanji a Paula Noppersových, vlastníků historického statku z roku 1541 na České ulici v centru Skalné.

## Vznik muzea
Geofyzikální muzeum bylo slavnostně otevřeno 19. prosince 2015. Stalo se tak u příležitosti 30. výročí události, kdy byl na přelomu let 1985/1986 na Chebsku zaznamenán největší seismický roj v historii, který dosáhl 4,6 magnituda.

### Zemětřesení na Chebsku a historie jeho monitorování
Region Chebska (spolu s přilehlými oblastmi Německa ve Vogtlandu) se od ostatního území České republiky odlišuje svou zemětřesnou aktivitou. Tato seismicky aktivní oblast se rozkládá v prostoru, zhruba ohraničeném městy Kraslice, Sokolov, Mariánské Lázně, Marktredwitz, Plauen a Zwickau. Přesnější záznamy o sledování zemětřesení na území Čech byly pořizovány od konce 19. století, kdy byli v seismicky aktivních oblastech Rakousko-Uherska touto činností pověřeni stálí pozorovatelé.
Oblast Chebska je specifická výskytem tzv. zemětřesných rojů, kdy lze v průběhu řady dní až měsíců pozorovat stovky slabších otřesů. Za účelem monitorování a studia těchto jevů provozuje Akademie věd České republiky síť seismických stanic, přičemž jedna z těchto stanic se nachází ve staré štole v žulovém masívu pod hradem Vildštejnem ve Skalné.

### Muzejní expozice
Výstavní prostory muzea tvoří dvě přízemí místnosti, jejichž plocha je maximálně využita. Kromě řady posterů, věnovaných komplexní informaci o pozorování a zobrazování zemětřesných jevů od historických kreseb až po soudobé grafické záznamy, jsou součástí muzejní expozice také různé měřící přístroje a zařízení, přičemž funkci některých z nich si mohou návštěvníci osobně vyzkoušet. Muzeum je možné navštívit jen po předchozím objednání nebo při akcích, pořádaných Geofyzikálním ústavem Akademie věd.

## Fotogalerie

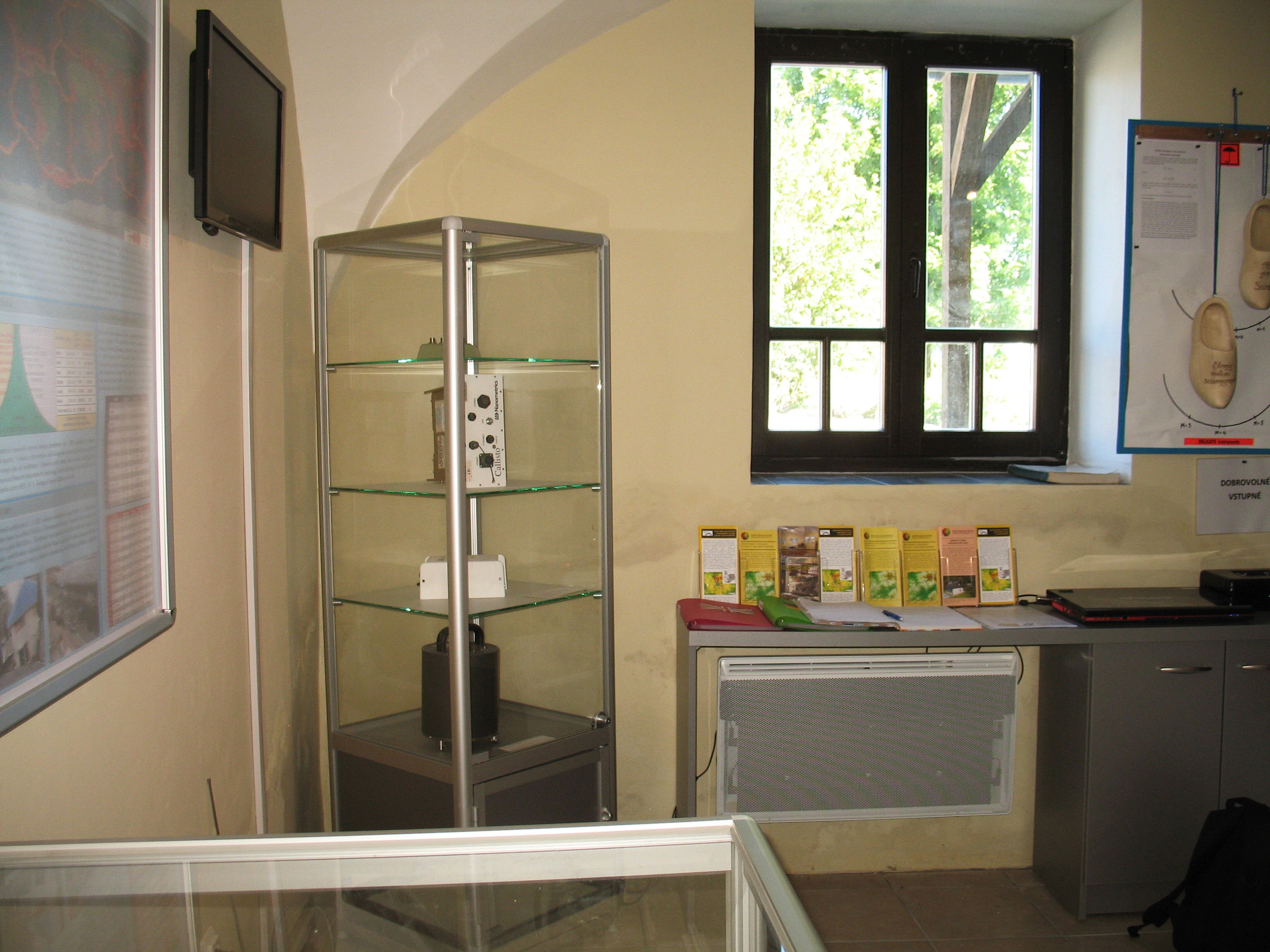
Interiér Geofyzikálního muzea ve Skalné
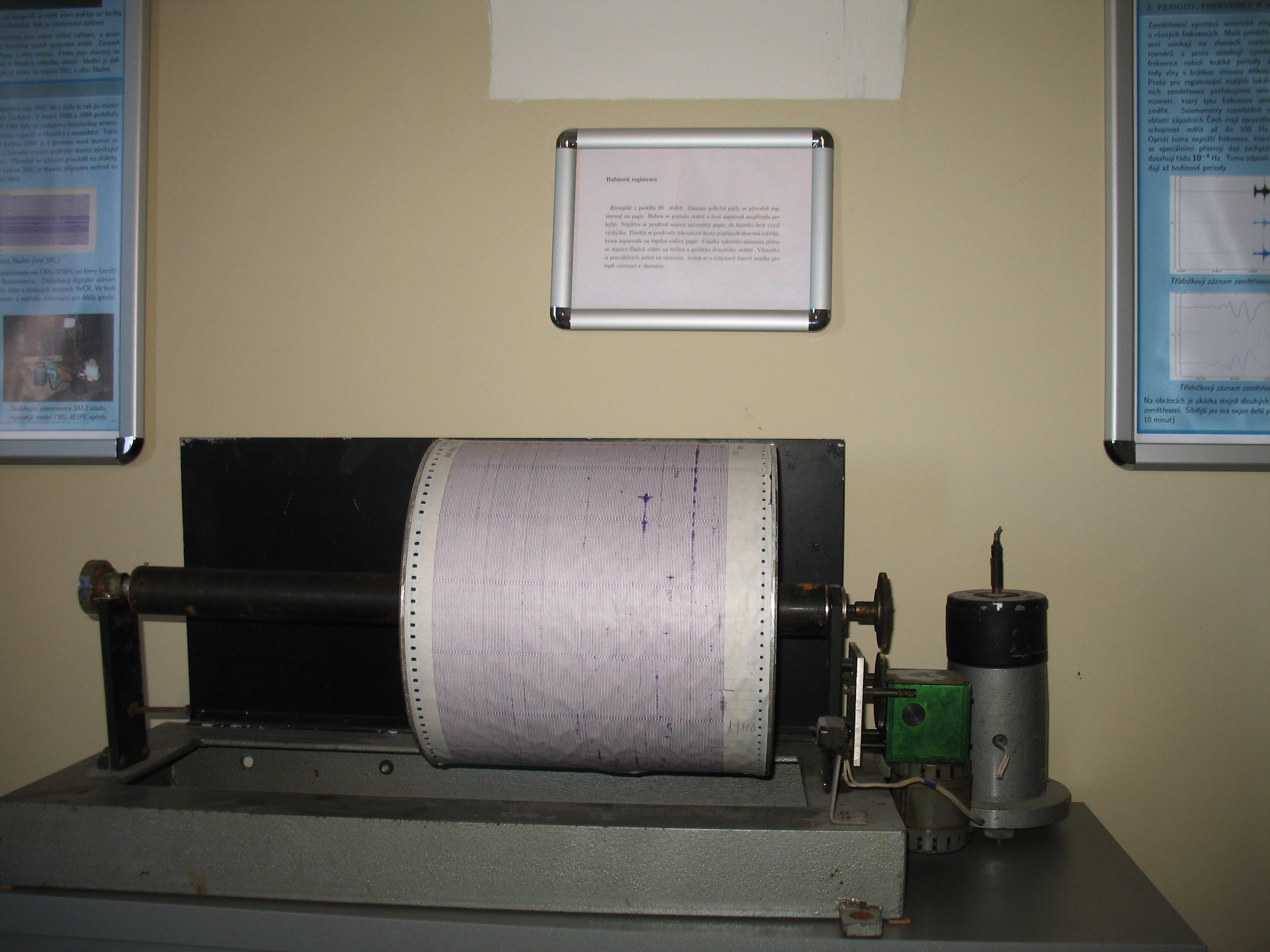
Zařízení z počátku 20. století – buben pro registrací otřesů půdy
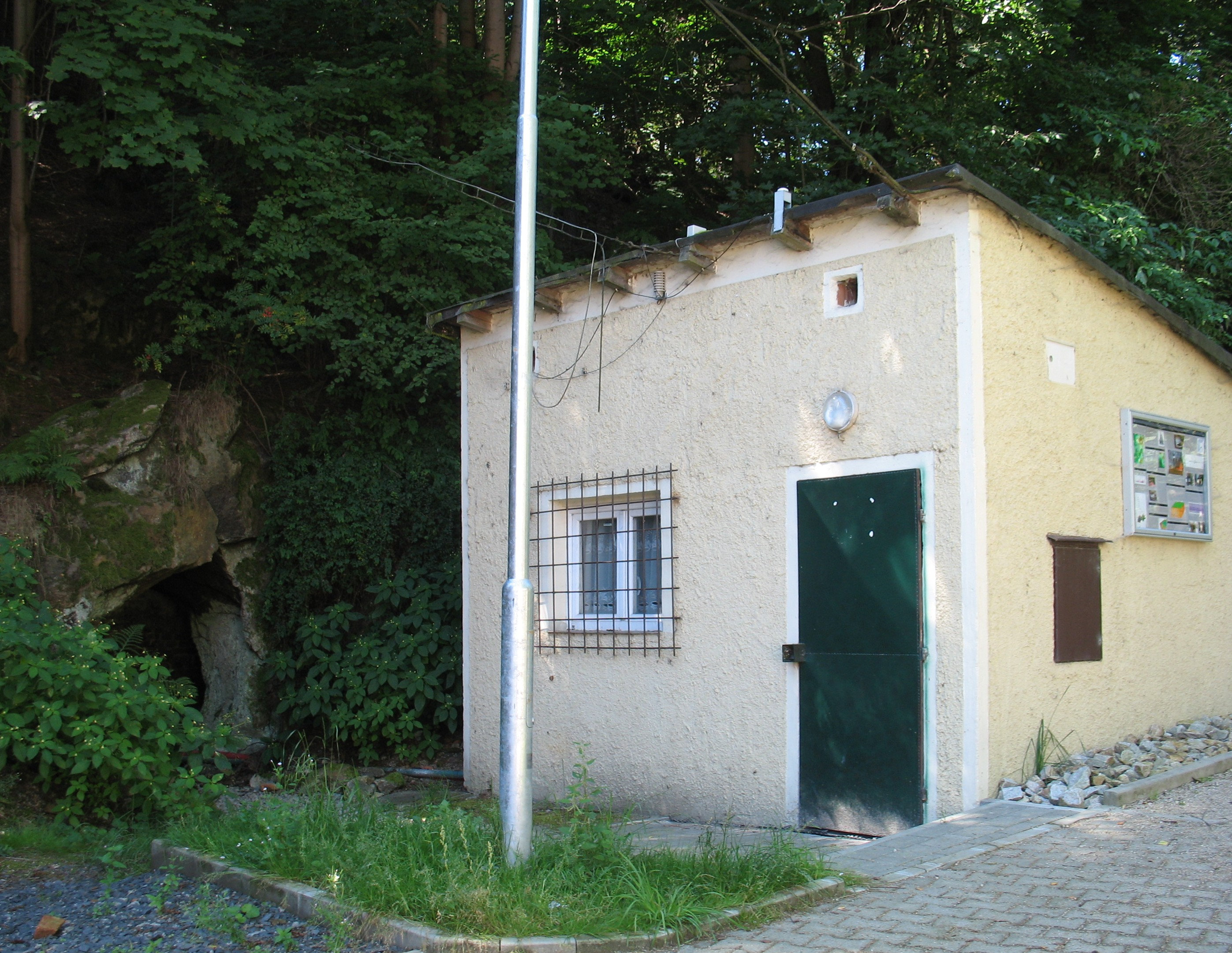
Domek seismické stanice v údolí pod hradem Vildštejn
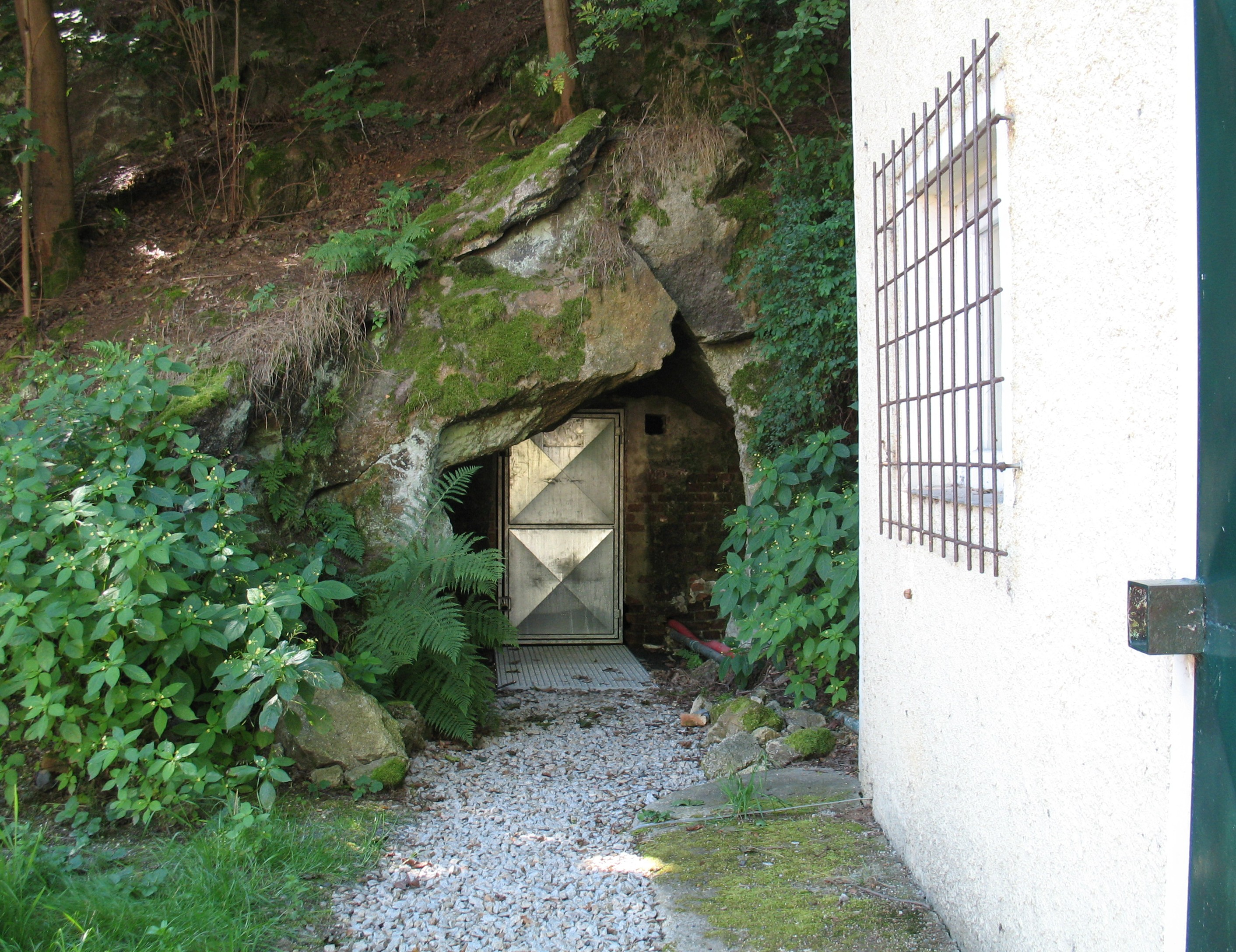
Vchod do štoly, v níž jsou umístěny seismometry
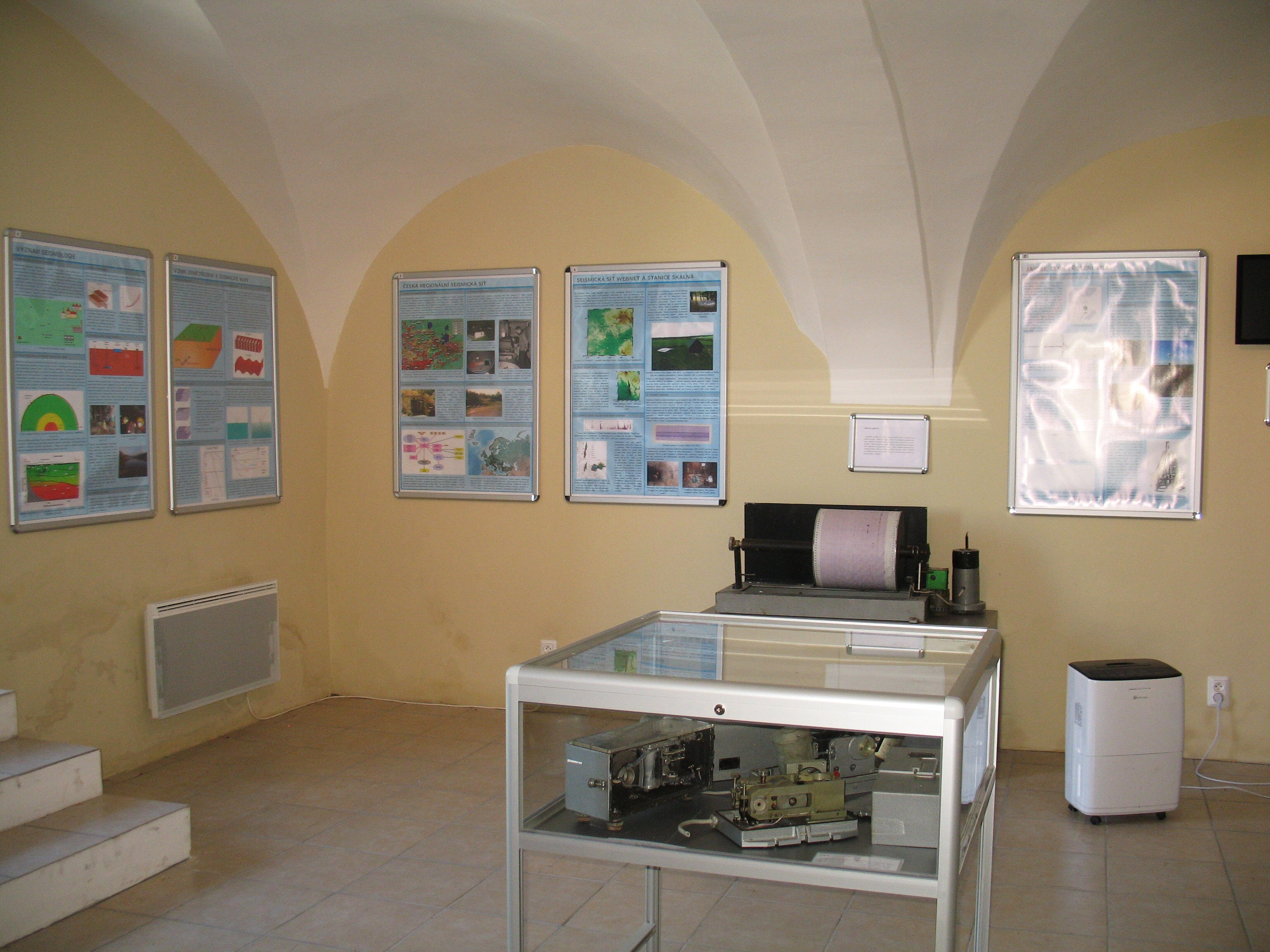
Expozice v přízemí statku ve Skalné